# Dichotomius buqueti
Dichotomius buqueti là một loài bọ cánh cứng trong họ Bọ hung (Scarabaeidae).